# 下元鹿之助

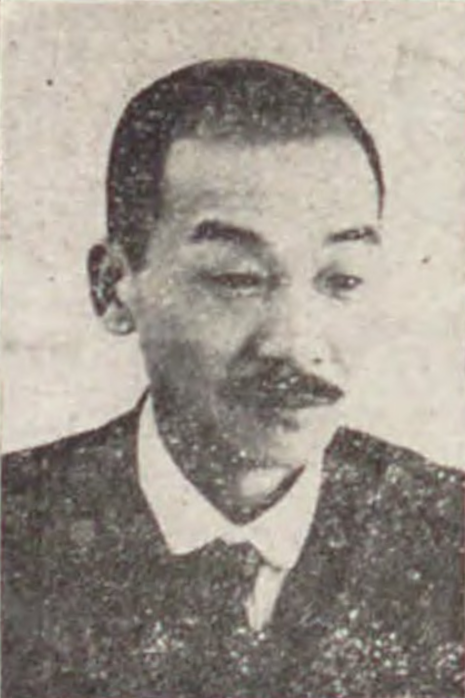
下元鹿之助

下元 鹿之助（しももと しかのすけ、1875年（明治8年）8月26日 - 1947年（昭和22年）10月22日）は、大正から昭和時代前期の政治家、実業家。衆議院議員（3期）。

## 経歴
下元興行、桃の三男として、高知県高岡郡東又村（窪川町を経て、現在の四万十町）に生まれる。20歳まで家業手伝いののち高知県立農林学校を経て、東京蚕糸学校で養蚕技術を学ぶ。卒業後は母校の県立農林学校で教諭を3年間務めたのち県庁に出仕し、高知県技師として蚕業の発展に尽力する。のち大分県技師、1914年（大正3年）東又村長、翌年高知県会議員（3期当選、副議長などを歴任）を経て、1924年（大正13年）5月の第15回衆議院議員総選挙では高知県第4区から出馬し当選。以来3期に渡り当選し、立憲民政党高知支部長を務めた。ほか、鴨田村会議員、高岡郡教育会長などを務めた。
実業界でも活躍し、高知製糸支配人、片倉製糸高知所長、土佐セメント常務取締役、司牡丹酒造取締役、高知瓦斯監査役、四国水電社長、高知県蚕糸同業組合長、佐越製糸取締役などを務めた。1937年（昭和12年）には土佐電気製鋼を創立し、初代社長に就任した。

## 親族
- 弟 下元熊弥（陸軍中将）[1]